# آنالیز تغییرات
در ریاضیات، عبارت آنالیز تغییرات (به انگلیسی: Variational Analysis) (یا آنالیز وردشی)، اغلب نمایانگر ترکیب و توسعه روش‌هایی از بهینه‌سازی محدب و حساب تغییرات کلاسیک به نظریه ای کلی تر و جامع تر است. این نظریه شامل مسائل کلی تر بهینه‌سازی و مباحثی در آنالیز مجموعه-مقداری (Set-Valued Analysis) مثل مشتقات تعمیم یافته است.
در طرح رده‌بندی موضوعی ریاضیات (MSC2010)، شاخه مطالعاتی "آنالیز مجموعه-مقداری و آنالیز تغییرات" را با "49J53" کدگذاری کرده‌اند.

## ارجاعات
1. ↑  Rockafellar RT, Wets R (2005) Variational analysis. Springer, New York
2. ↑  "49J53 Set-valued and variational analysis". 5 July 2010.